# 임정태자
임정태자(臨政太子, ?~?)는 백제의 마지막 태자이다. 일설에는 임성태자와 동일인으로 본다.

## 생애
660년에 백제가 망하자, 일본으로 건너가 오우치의 좌경 대부가 되었다. 지금의 규슈 후쿠오카현에 도읍을 정하여 오우치노도조라 칭하고, 그 후예가 47대를 이어 내려갔다고 한다. 백제 제명왕의 셋째 아들로 '육신여래'를 기원하던 중 '법명여래'의 화신이라는 쇼토쿠 태자를 만나 다타라라는 성을 받고 살게 되었다는 설도 있다.

## 가족
- 부왕: 의자왕